# Techniki laboratoryjne
Techniki laboratoryjne to zespoły czynności, które rutynowo wykonuje się w laboratoriach i których opanowanie jest podstawowym warunkiem właściwej pracy eksperymentalnej.
Liczba technik laboratoryjnych jest bardzo duża. Do najbardziej znanych można zaliczyć:
- Techniki chemiczne
  - Stosowane przy syntezie związków chemicznych
    - Klasyczna technika syntezy
    - Technika próżniowa
    - Technika Schlenkowa
    - Dry box

  - Stosowane przy rozdziale związków chemicznych
    - Destylacja
    - Rektyfikacja
    - Wymrażanie (liofilizacja)
    - Sublimacja
    - Ekstrakcja
    - Chromatografia
    - Elektroforeza
- Techniki analityczne
  - Metody chromatograficzne
    - Chromatografia gazowa
    - Chromatografia cieczowa
    - Chromatografia fluidalna

  - Spektroskopia
    - absorpcyjne - cząsteczkowe
      - IR - absorpcja podczerwieni
      - VIS - absorpcja w świetle widzialnym
      - UV  - absorpcja w nadfiolecie
      - NMR - magnetyczny rezonans jądrowy
      - EPR - paramagnetyczny rezonans elektronowy

    - absorpcyjne - atomowe
      - AAS - spektrometria absorpcyjna
      - Absorpcja rentgenowska

    - emisyjne - cząsteczkowe
      - Spektrofluorymetria
      - Spektrometria Ramana
      - Fluorescencja
      - Fotoluminescencja
      - Fosforescencja
      - Nefelometria
      - Dyfrakcja promieniowania rentgenowskiego

    - emisyjne - atomowe
      - Fotometria płomieniowa
      - Staloskopia
      - Lampy Grimma
      - emisyjna spektrometria atomowa
      - Fluorescencja X, UV, VIS

    - Spektrometria mas

  - Metody optyczne
    - Refraktometria
    - Interferometria
    - Polarymetria

  - Metody elektroanalityczne
    - Potencjometria
    - Amperometria
    - Woltamperometria
    - Polarografia
    - Konduktometria
    - Oscylometria
    - Kulometria

  - Metody radiometryczne
    - NAA - neutronowa analiza aktywacyjna
    - Fotonowa analiza aktywacyjna (PAA)

  - Metody chemiczne
    - Analiza wagowa
    - Analiza miareczkowa
      - Alkacymetria
      - Redoksymetria
      - Kompleksometria
      - Analiza miareczkowa wytrąceniowa

  - Mikroanaliza
  - Mikroskopia
  - Datowanie radiowęglowe
- Techniki fizyczne
  - Techniki analityczne
    - DSC
    - TGA
    - Wizkozymetria
    - Kalorymetria
    - Ebuliometria
    - Kriometria
    - Osmometria
    - Rentgenografia strukturalna
    - Radiologia
    - Techniki mechaniczne
- Techniki medyczno-biologiczne
  - Wiwisekcja
  - Techniki in vivo
  - Techniki in vitro
  - Hodowla komórkowa